# Lý Mục (Bắc Tống)
Lý Mục (chữ Hán: 李穆, 928 – 984), tên tự là Mạnh Ung, người Dương Vũ, Khai Phong , là sử gia, quan viên nhà Bắc Tống trong lịch sử Trung Quốc.

## Xuất thân
Cha là Lý Hàm Trật, làm đến Thiểm Tây đại đô đốc phủ Tư mã nhà Hậu Chu. Mục từ nhỏ đã biết làm văn chương; có phẩm hạnh cao quý: nhắt được của rơi, ắt tìm chủ nhân mà trả lại. Theo người Toan Tảo  là Vương Chiêu Tố học tập các sách Dịch, Trang tử, Lão, tận lực nghiên cứu nghĩa lý. Chiêu Tố nói với Mục rằng: "Những gì con nắm được là tinh lý, thường thường bộc lộ ý chí của ta." Còn nói riêng với người ta rằng: "Trò Lý ngày sau ắt là vật dụng trong lang miếu ." Chiêu Tố bèn đem 33 thiên Dịch luận do mình trước tác dạy cho Mục.

## ThờiTống Thái Tổ
Đầu niên hiệu Hiển Đức (954 – 959) thời Hậu Chu Thế Tông, Mục nhờ đỗ tiến sĩ, được làm Dĩnh, Nhữ 2 châu tòng sự, thăng Hữu thập di. Đầu đời Bắc Tống, nhờ gia quan Điện trung thị ngự sử mà được chọn làm Dương Châu thông phán. Mục đến nhiệm sở, xử lý tất cả án tụng tồn đọng, không còn vụ nào. Được dời làm Thiểm Tây thông phán; gặp lúc quan lại hữu quan điều tô thuế đến Hà Nam, Mục lấy cớ bản trấn thiếu lương thực, không lập tức đáp ứng, chịu tội miễn quan. Lại chịu tội cất nhắc quan lại dưới quyền có sai lầm, bị lột tiền tư . Bấy giờ em Mục là Túc làm Bác Châu thứ sử, ông đem mẹ đến ở với Túc, anh em cùng nhau học tập trong cảnh nghèo nàn, chí nhạt lòng nhàn.
Năm Khai Bảo thứ 5 (972), nhờ gia quan Thái tử trung doãn mà được triệu. Năm sau (973), được bái làm Tả thập di, Tri chế cáo. Từ đời Ngũ đại về trước, mệnh lệnh đều là văn vẻ hoa mỹ, đến Mục chỉ dùng từ ngữ nhã, chánh, dốc sức uốn nắn tệ nạn ấy. Bấy giờ nhà Tống sắp đánh Nam Đường, đã sắp xếp quân đội, nhưng chưa có cớ phát binh. Tống Thái Tổ trước tiên triệu Nam Đường Hậu Chủ Lý Dục vào triều, lấy Mục làm sứ giả. Mục đến Nam Đường tuyên dụ, Hậu Chủ cáo bệnh từ chối, còn nói: "Phụng sự đại triều là muốn được bảo toàn, nay như thế này, không bằng chết cho xong." Mục nói: "Vào triều hay không, quốc chủ tự quyết định. Nhưng triều đình có giáp binh tinh nhuệ, vật lực giàu mạnh, sợ rằng không dễ chống lại khí thế ấy, nên nghĩ cho kỹ, chớ để hối hận về sau." Mục quay về, kể lại mọi việc, Thái Tổ cho rằng ông đã khuyên dụ những điều thiết yếu. Người Nam Đường cũng cho rằng lời của Mục là thành thật.

## ThờiTống Thái Tông
Đầu niên hiệu Thái Bình Hưng Quốc (976 – 984) thời Tống Thái Tông, được chuyển làm Tả bổ khuyết. Mùa đông năm thứ 3 (978), được gia chức Sử quán tu soạn, Phán quan sự, Thái Tông tự tay ban Kim tử (Kim ấn Tử thụ/ấn vàng thao đỏ). Năm thứ 4 (979), tòng chinh Bắc Hán trở về, được bái làm Trung thư xá nhân. Tham gia biên soạn Thái Tổ thực lục, được ban đai áo, đồ bạc, tăng thái . Năm thứ 7 (982), Triệu Phổ tố cáo Lư Đa Tốn với Tần vương Triệu Đình Mỹ mưu phản, Mục với Đa Tốn là học trò đồng môn, đi lại thân mật; ông còn giúp Đình Mỹ soạn thảo Triều từ hốt ký , nên bị gián quan đàn hặc, chịu giáng chức làm Tư phong viên ngoại lang.
Mùa xuân năm thứ 8 (983), Mục với bọn Tống Bạch cùng làm Tri cống cử, đến khi gặp hoàng đế ở điện Sùng Chánh khảo thí tiến sĩ, Thái Tông thấy dung mạo của ông tiều tụy, ngay hôm ấy cho khôi phục Trung thư xá nhân, Sử quán tu soạn, Phán quán sự. Tháng 5 ÂL, được triệu làm Hàn lâm học sĩ. Tháng 6 ÂL, được làm Tri Khai Phong phủ; Mục phán đoán tinh tế và mẫn tiệp, kẻ gian không còn chỗ nương tựa, do vậy hào môn trốn tránh, quyền quý không dám lấy tư làm công, Thái Tông mới thấy được tài năng của ông. Tháng 11 ÂL, được cất nhắc làm Tả gián nghị đại phu, Tham tri chánh sự. Hơn tháng sau, do mẹ mất nên rời chức. Ít lâu sau, được khởi phục bản quan. Mục ba lần dâng biểu xin được chung chế, có chiếu cưỡng ép ông nhận chức; Mục càng đau xót, dốc sức làm lễ tang.
Tháng giêng Âl năm thứ 9 (984), Mục trỗi dậy buổi sáng, chuẩn bị vào triều thì phát chứng Phong huyễn mà đột tử, hưởng thọ 57 tuổi. Được tặng Công bộ thượng thư.

## Tính cách
Mục tính chí hiếu: vì mẹ ông luôn ốm bệnh, mỗi cử động, di chuyển của bà đều do Mục tự mình dìu đỡ, sao cho vừa ý mẹ. Khi Mục bị kết tội làm văn cho Tần vương Triệu Đình Mỹ, con trai ông là Duy Giản nói dối với bà nội rằng cha mình xét án ở Ngự sử đài. Đến khi Mục bị giáng chức, được về nhà, cũng không nói rõ với mẹ. Cứ cách ngày, trời sáng thì Mục đến thăm mẹ, đưa bà đi thăm thân hữu, hoặc dạo chùa chiền. Về khoảng thời gian Mục bị miễn quan rồi được phục quan, mẹ ông rốt cục không biết gì. Đến khi giữ tang, Mục thương nhớ đến mức gầy yếu.
Mục giỏi viết chữ triện, lệ, lại khéo vẽ, luôn che giấu những tài năng ấy; tính trung hậu chất phác, nói làm thận trọng, hành vi thành thực, không chút bày vẽ. Mục rất ham giải thích kinh điển, giỏi bàn luận chính sự, những người được ông tiến dẫn, phần nhiều thành đạt. Mục rất khoan dung, kẻ hầu chưa từng thấy ông vui giận. Mục trước tác văn chương, lập tức hủy đi, phần nhiều không giữ lại bản thảo.

## Đánh giá
Tống Thái Tổ từng nói với Lư Đa Tốn: "Lý Mục tính nhân thiện, ngoài văn chương, học vấn thì không ham thích gì." Đa Tốn đáp: "Mục tính rất ngay thẳng, gặp việc thì không vì sống chết mà đổi tiết, người như thế cũng là kẻ dũng vậy!" Thái Tổ nói: "Đúng như vậy! Ta nên dùng ông ta!"
Tống Thái Tông nghe tin Mục mất, khóc với cận thần rằng: "Mục là lương thần của nước, trẫm đang trọng dụng, bất ngờ mất đi, chẳng phải là bất hạnh của riêng ai, mà là bất hạnh của trẫm đấy."

## Gia quyến
Em trai là Lý Túc, tự Quý Ung, lên 7 tuổi đã đọc sách hiểu nghĩa, lên 10 tuổi làm thơ, thường thường có được câu hay. Túc đỗ tiến sĩ, đứng đầu khoa; từng được làm Bộc, Bác 2 châu tòng sự, thăng Bảo Tĩnh quân Tiết độ thôi quan. Túc hay rượu, chiếu thư mới ban xuống, ông cả đêm cùng thân hữu tụ tập say sưa, ngủ vùi rồi mất, hưởng dương 33 tuổi. Túc trước tác 9 bài Đại Tông nhạc chương, lấy nghĩa 9 thành (thành công), 9 hạ (to lớn), nhằm ca tụng thịnh đức của nhà Tống, lời văn rất khéo; còn làm Đại Chu Ngung Đáp Bắc Sơn di văn, Điếu U Ưu Tử văn, Bệnh Kê phú,... đều có ý như trên.
Con trai là Lý Duy Giản, nhờ cha làm quan nên được làm Tương tác giám thừa. Duy Giản lắm tài hoa, tính thanh đạm, không ham làm quan, rời chức về nhà hơn 30 năm, được người đời khen ngợi. Tống Chân Tông vốn nghe tiếng, năm Cảnh Đức thứ 3 (1006), giáng chiếu cho con Duy Giản là Đàm thụ chức Tương tác giám chủ bộ. Mùa đông năm Đại Trung Tường Phù thứ 7 (1014), Duy Giản được triệu vào gặp, được đặc bái làm Thái tử trung doãn trí sĩ, sau đó được gia Thái thường thừa. Năm Thiên Hy thứ 4 (1020), mất, gia đình được ban 10 vạn tiền, cho Đàm 1 tháng để phụng sự chung chế.
Cháu nội là Lý Đàm, làm đến Thái tử trung xá.